# Vito Intini
Vito Intini (Francoforte sul Meno, 13 dicembre 1968) è un ultramaratoneta italiano.
Ha stabilito il record mondiale di 48 ore sul tapis roulant, correndo 410,40 km ed anche il record mondiale di 24 ore sul tapis roulant, correndo 265,20 km.

## Biografia
Nel 2012 ha partecipato ai campionati mondiali di 24 ore, piazzandosi in 112ª posizione. Nel 2008 si è inoltre piazzato in 54ª posizione ai campionati mondiali di 100 km su strada.
Nel 2015, insieme ad Ivan Cudin, ha stabilito il record mondiale di 12 ore a staffetta sul tapis roulant, correndo insieme un totale di 175,62 km.
Nello stesso anno ha ottenuto diversi primati italiani FIDAL indoor: 50 miglia in 7h16'33", 100 km in 9h13'57" e 100 miglia in 16h20'46", tutti stabiliti a Helsinki.
Nel 2018 ha stabilito il record mondiale di 12 ore sul tapis roulant, correndo 152,50 km.
Nel 2019, stabilisce il record mondiale di tapis roulant di 24 ore, correndo 265,20 km, superando il suo record precedente del 2017 di 253,83 km.
In un passo del libro "Opus" di Pietro Trabucchi del 2018, Vito spiega come abbia imparato ad apprezzare la corsa su tapis roulant, nonostante inizialmente la trovava noiosa e priva di stimoli. Nel corso del tempo, la sfida di superare i propri limiti lo ha spinto a sviluppare l'autocontrollo e la perseveranza, e il conseguimento di piccoli risultati lo ha reso sempre più appassionato dell'attività. Vito attribuisce il suo successo anche, essendo cresciuto in Germania, alla sua educazione nordica, in cui secondo lui, si coltiva maggiormente la forza di volontà e l'autocontrollo in tutte le situazioni quotidiane.
Nel 2021 ha stabilito il record italiano di 50 km sul tapis roulant, con il tempo di 3h18'09".
Il 20 febbraio 2023, ha stabilito il record mondiale di 48 ore sul tapis roulant, correndo 410,40 km.

## Altre competizioni internazionali
2006
- Oro alla 6-Stunden-Lauf Waldhessen ( Rotenburg an der Fulda) - 70,528 km

2010
- Oro alla 12 ore Ultramaratona Città di Fano ( Fano) - 120,398 km

2011
- Oro alla 12 ore Piancavallo Indoor Ultramaratona ( Piancavallo) - 123,025 km
- Bronzo alla 6 ore dei Templari Memorial Vito Frangione ( Banzi) - 76,279 km
- Oro alla 24 ore di Milano ( Milano) - 185,956 km
- Oro alla Lupatotissima 12 ore ( San Giovanni Lupatoto) - 118,464 km

2012
- Argento alla 12 ore Ultramaratona Città di Fano ( Fano) - 114,717 km
- Argento alla 6 ore Calabrese ( Curinga) - 73,211 km
- Argento alla 6 ore dei Templari Memorial Vito Frangione ( Banzi) - 75,965 km
- Bronzo alla 6 ore di San Giuseppe ( Putignano) - 75,520 km

2013
- Oro alla 24 ore Run&Go Festival ( Putignano) - 212,665 km
- Oro alla 12 ore Ultramaratona del Tricolore ( Reggio Emilia) - 130,459 km
- Bronzo alla 24 ore del Pantano ( Pignola) - 180,784 km
- Oro alla 50 km StRana Marathon ( Putignano) - 3h39'08"

2014
- Oro alla 6 ore del Borgo ( Foggia) - 66,950 km
- Argento alla 6 ore di San Giuseppe ( Putignano) - 74,364 km

2015
- 34º alla Endurance 24 h Ultrarun Helsinki ( Espoo) - 165,377 km
- Argento alla 50 km StRana Marathon ( Putignano) - 3h54'27"

2016
- Bronzo alla 6 ore di San Giuseppe ( Putignano) - 72,405 km

2017
- Argento alla 6 ore di San Giuseppe ( Putignano) - 71,845 km
- Oro alla 12 ore Parco delle Cascine ( Firenze) - 130,652 km
- Oro alla 50 km StRana Marathon ( Putignano) - 3h58'15"

2018
- Bronzo alla 6 ore Strana Marathon ( Sammichele di Bari) - 71,714 km
- Bronzo alla 6 ore per le vie di Curinga ( Curinga) - 67,265 km
- Argento alla 6 ore di Azzano San Paolo ( Bergamo) - 70,378 km

2019
- 18º alla Lupatotissima 24 ore ( San Giovanni Lupatoto) - 124,857 km
- Argento alla 6 ore di Azzano San Paolo ( Bergamo) - 64,940 km

2021
- Oro alla 6 ore del Vulture-Altobradano ( Lavello) - 63,655 km
- Oro alla 50 km Città di Lavello ( Lavello) - 3h59'03"

2022
- 4º alla 6 ore di San Giuseppe ( Putignano) - 68,202 km
- Bronzo alla 6 ore di Andria ( Andria) - 70,462 km
- Oro alla 6 ore dei Templari Memorial Vito Frangione ( Banzi) - 63,771 km
- Oro alla 6 ore dello Jonio ( Palagiano) - 69,743 km
- Oro alla 8 ore di Barletta ( Barletta) - 85,228 km

2023
- 5º alla 6 ore di San Giuseppe ( Putignano) - 67,437 km
- 8º alla 6 ore di Azzano San Paolo ( Bergamo) - 66,310 km

2024
- Argento alla 6 ore di San Giuseppe ( Putignano) - 70,456 km
- Oro alla Backyard Ultra L’ultimo sopravvissuto ( Castellaneta) - 36h (241,416 km)
- 4º alla 6 Ore di Azzano San Paolo ( Bergamo) - 65,052 km
- Argento alla Backyard World Team Championship - Italy ( Castellaneta) - 54h (362,124 km)
- Bronzo alla 6 Per Seba ( Calusco d'Adda) - 70,588 km